# Lozzo Atestino
Lozzo Atestino (Łoso in veneto) è un comune italiano di 3 085 abitanti della provincia di Padova in Veneto, inserito nel parco regionale dei Colli Euganei.

## Geografia fisica

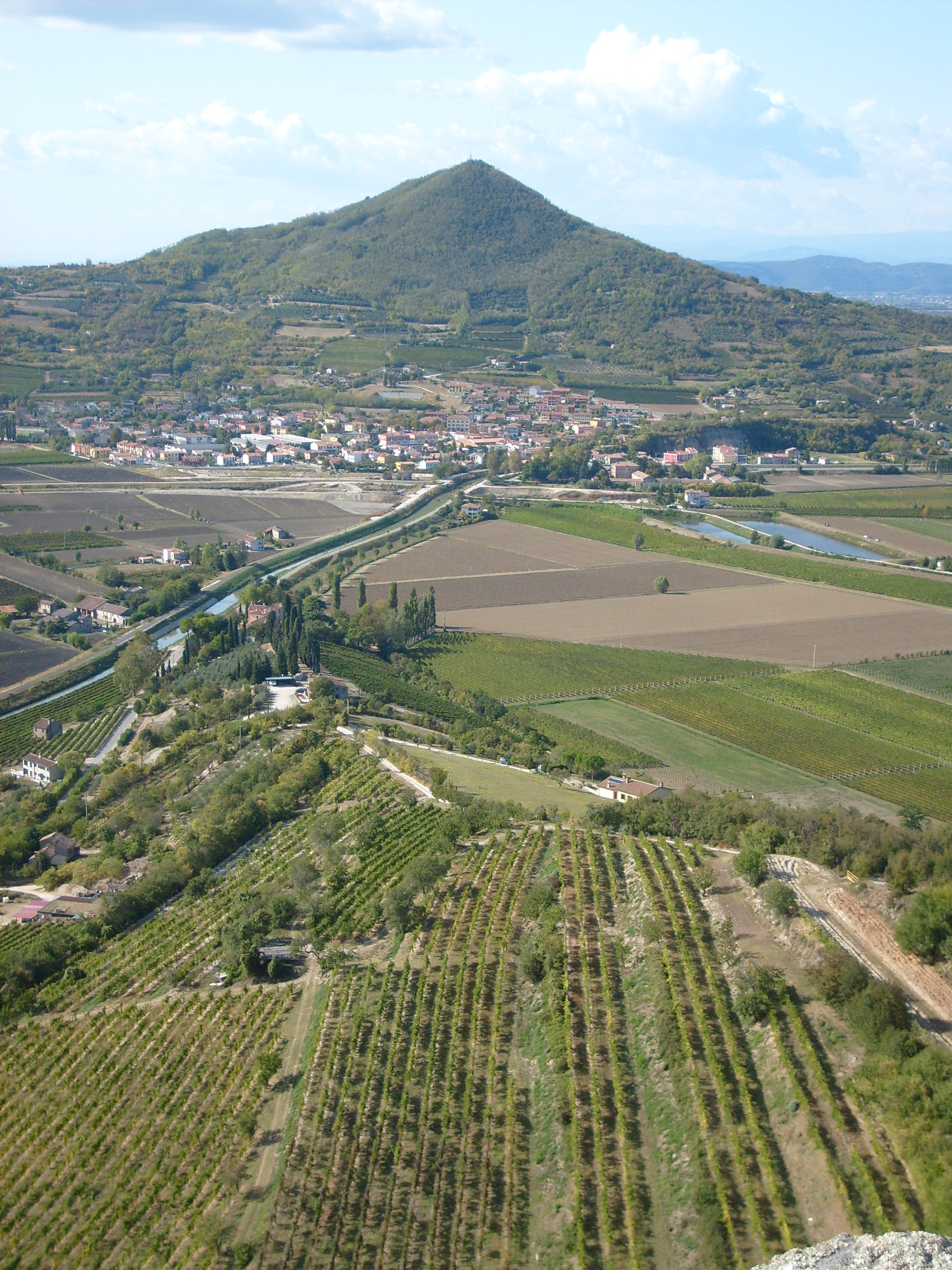
Il Monte Lozzo e Lozzo Atestino.

Il paese è situato ai piedi del Monte Lozzo, parte dei colli Euganei, al confine con la provincia di Vicenza.

## Storia
Lozzo Atestino, sito dei più antichi insediamenti preistorici del padovano, in epoca romana era una zona paludosa: il toponimo Lozzo, infatti, potrebbe derivare dal latino Lutum, fango. Secondo altri studiosi, risalendo alla forma originaria Lucium (praedium) il nome di Lozzo deriverebbe dal cognome della famiglia romana dei Lucii, proprietaria prediale della zona. A conferma di questa derivazione, anche il linguista Dante Olivieri sostiene che "Luzzo" (Ponte e Torreson del Luzzo, Vicenza), derivi dal nome Lucius, affermando che «si trovano in quei pressi i beni della famiglia vicentina dei Lucii». Mentre "Atestino" significa "estense", dal toponimo "Este" (in epoca romana Ateste), probabilmente dal nome in latino del fiume Adige (Athesis).
In epoca longobarda il territorio passò al comitato vicentino e fu riconquistato da Padova nell'età dei comuni. Durante la dominazione veneziana divenne luogo di villeggiatura dei patrizi della Serenissima, grazie al collegamento con il Frassine e il Bisatto: lo testimonia la settecentesca Villa Lando Correr, con barchesse e grande parco.
Secondo la suddivisione territoriale della Chiesa cattolica fino al 1818 Lozzo appartenne alla diocesi di Vicenza diventando sede dell'omonimo vicariato della diocesi di Padova. L'antica chiesa parrocchiale intitolata ai santi Leonzio e Carpoforo, della quale si trovano testimonianze dal XIII secolo, nel 1861 venne abbattuta e sostituita dall'attuale progettata in stile neoclassico, a navata unica e caratterizzata dalla cupola sorretta da un colonnato semicircolare.

### Simboli
Lo stemma e il gonfalone sono stati concessi con DPR  n. 4243 del 25 settembre 1989.
Il gonfalone è un drappo di giallo alla fascia di verde.

## Monumenti e luoghi d'interesse

### Architetture religiose
- Chiesa dei Santi Leonzio e Carpoforo
- Chiesa di San Rocco nella frazione di Valbona, edificata nel XX secolo

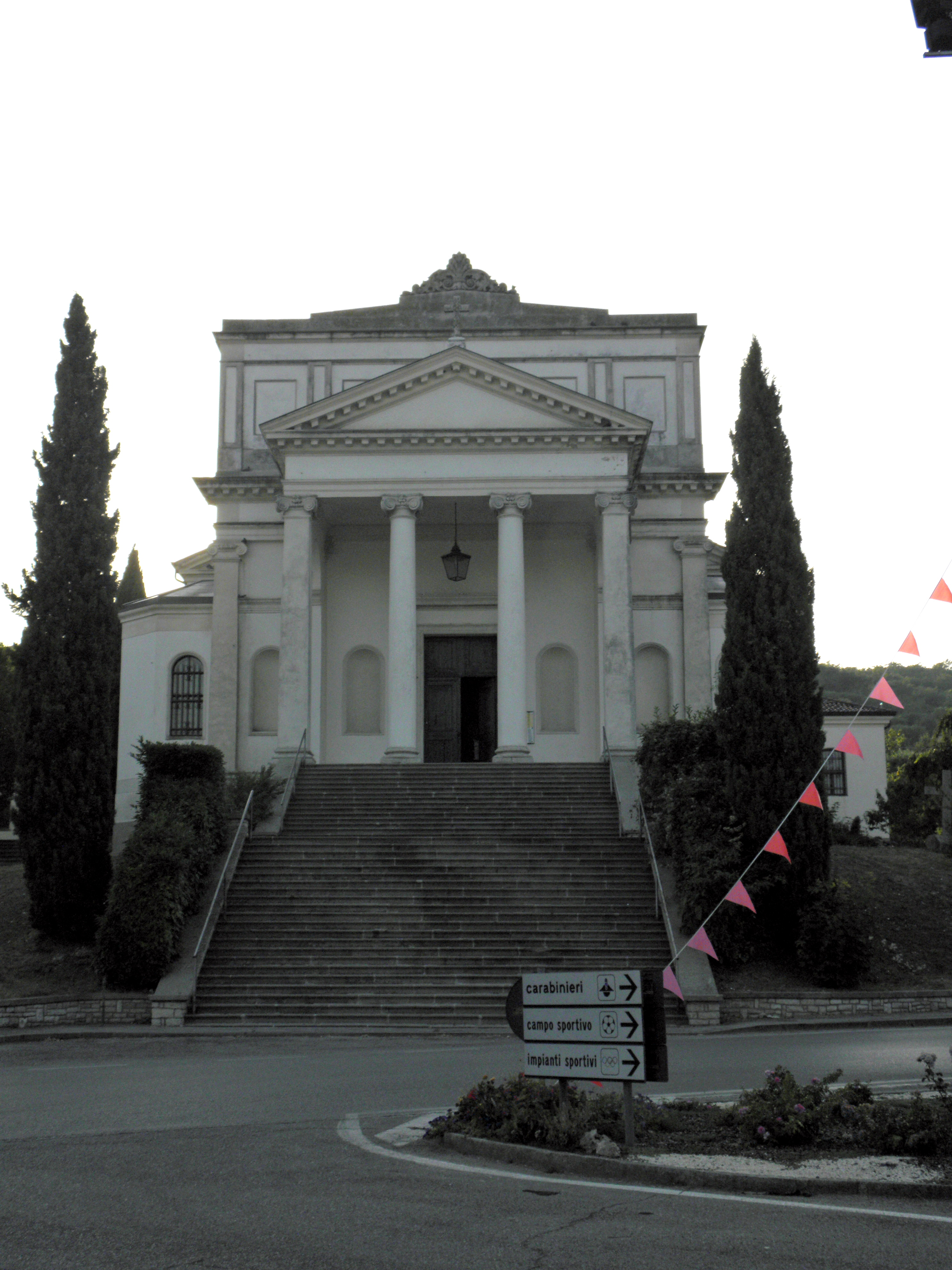
Chiesa dei Santi Leonzio e Carpoforo
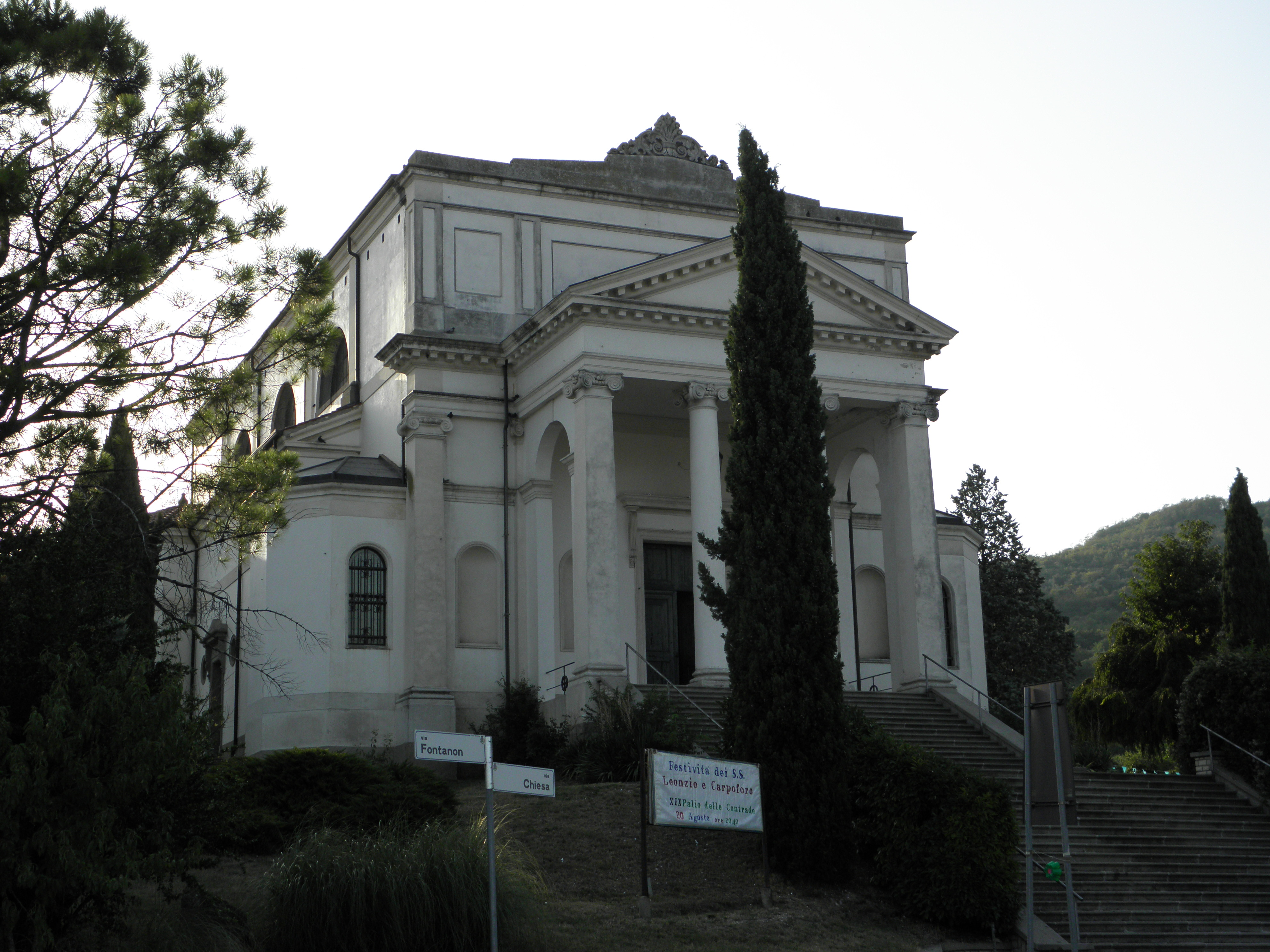
Chiesa dei Santi Leonzio e Carpoforo
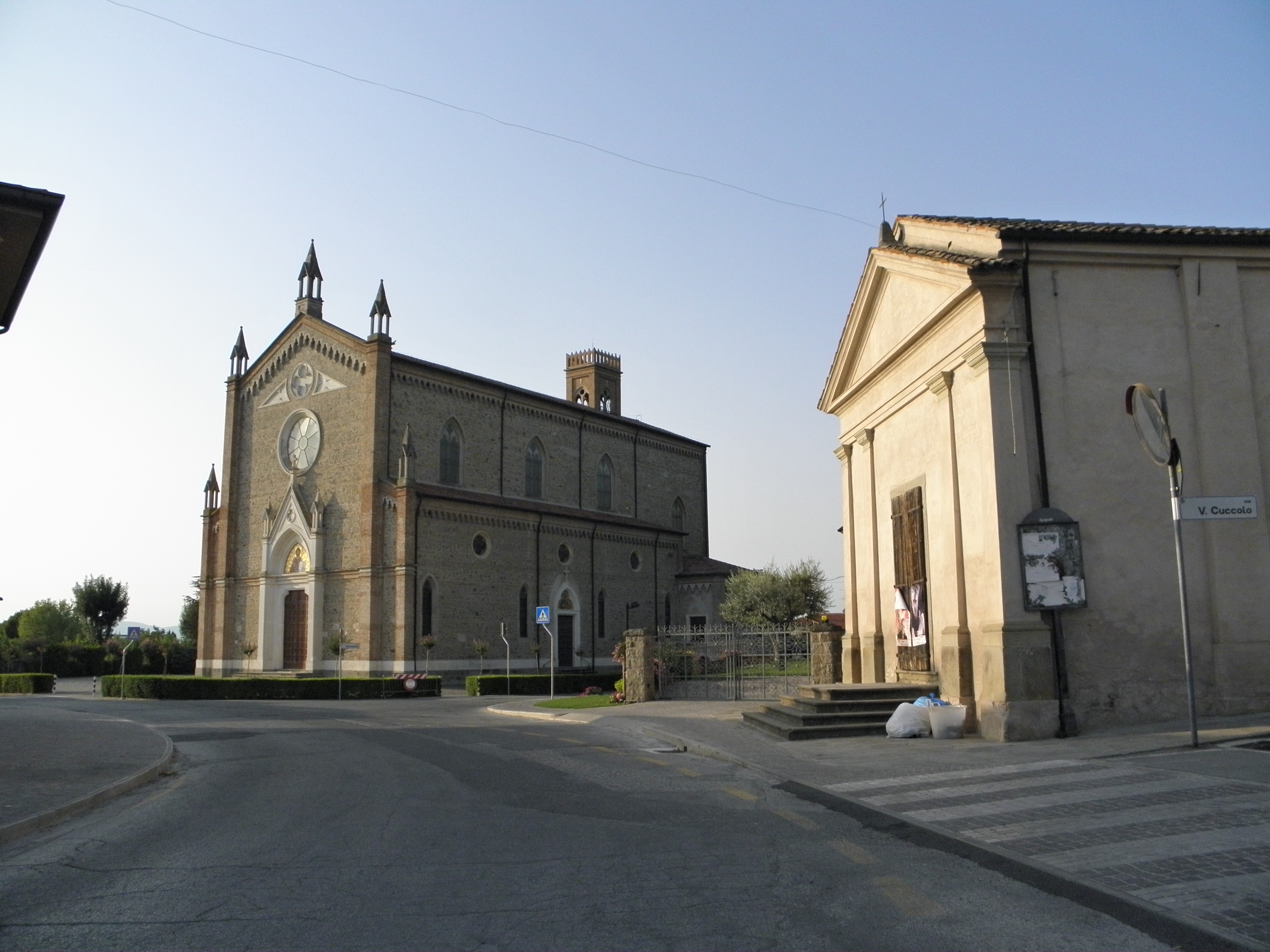
Chiesa di San Rocco nella frazione di Valbona, edificata nel XX secolo
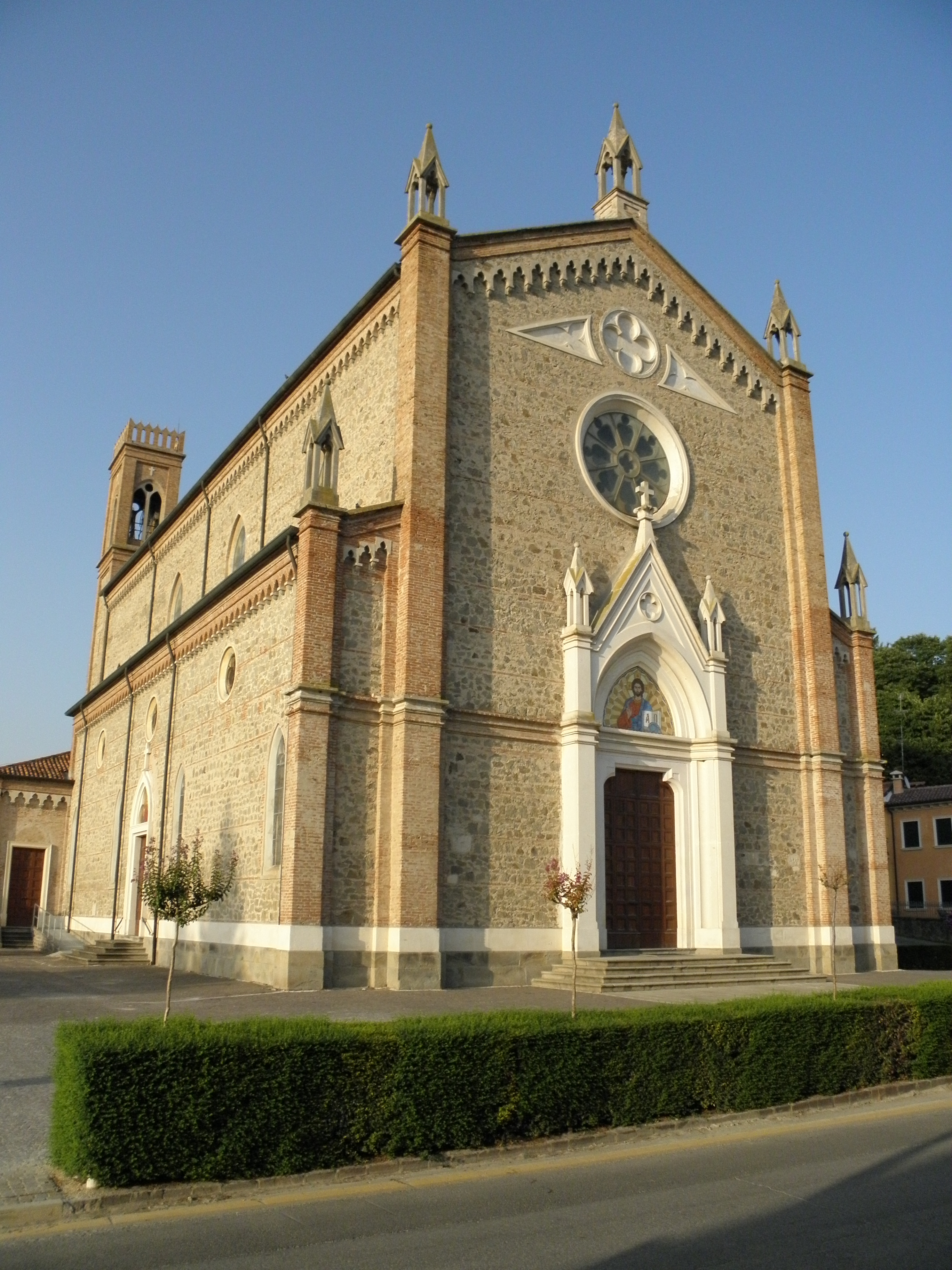
Chiesa di San Rocco nella frazione di Valbona
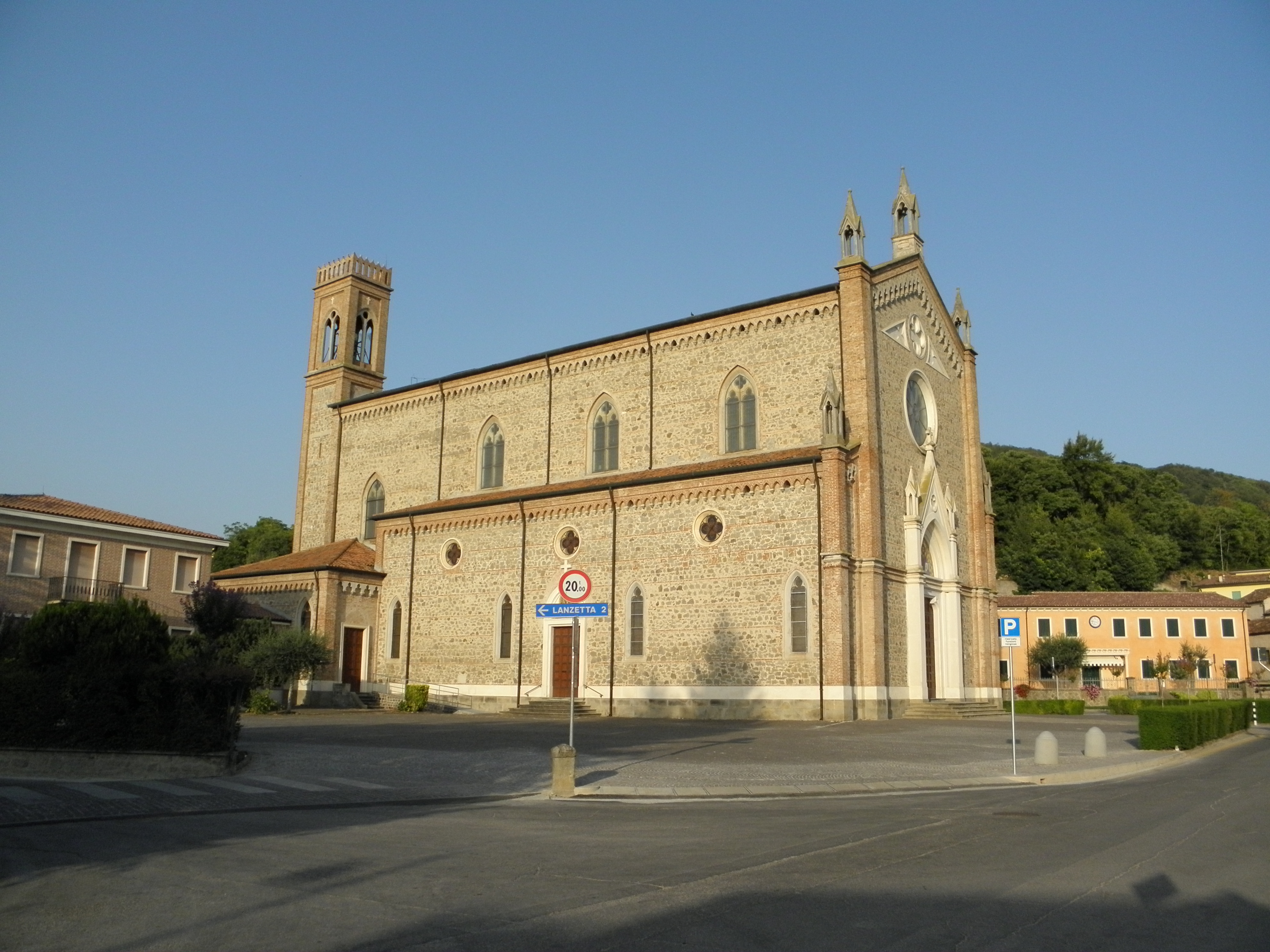
Chiesa di San Rocco nella frazione di Valbona

### Architetture civili
- Villa Lando - Correr, risalente al XVI secolo

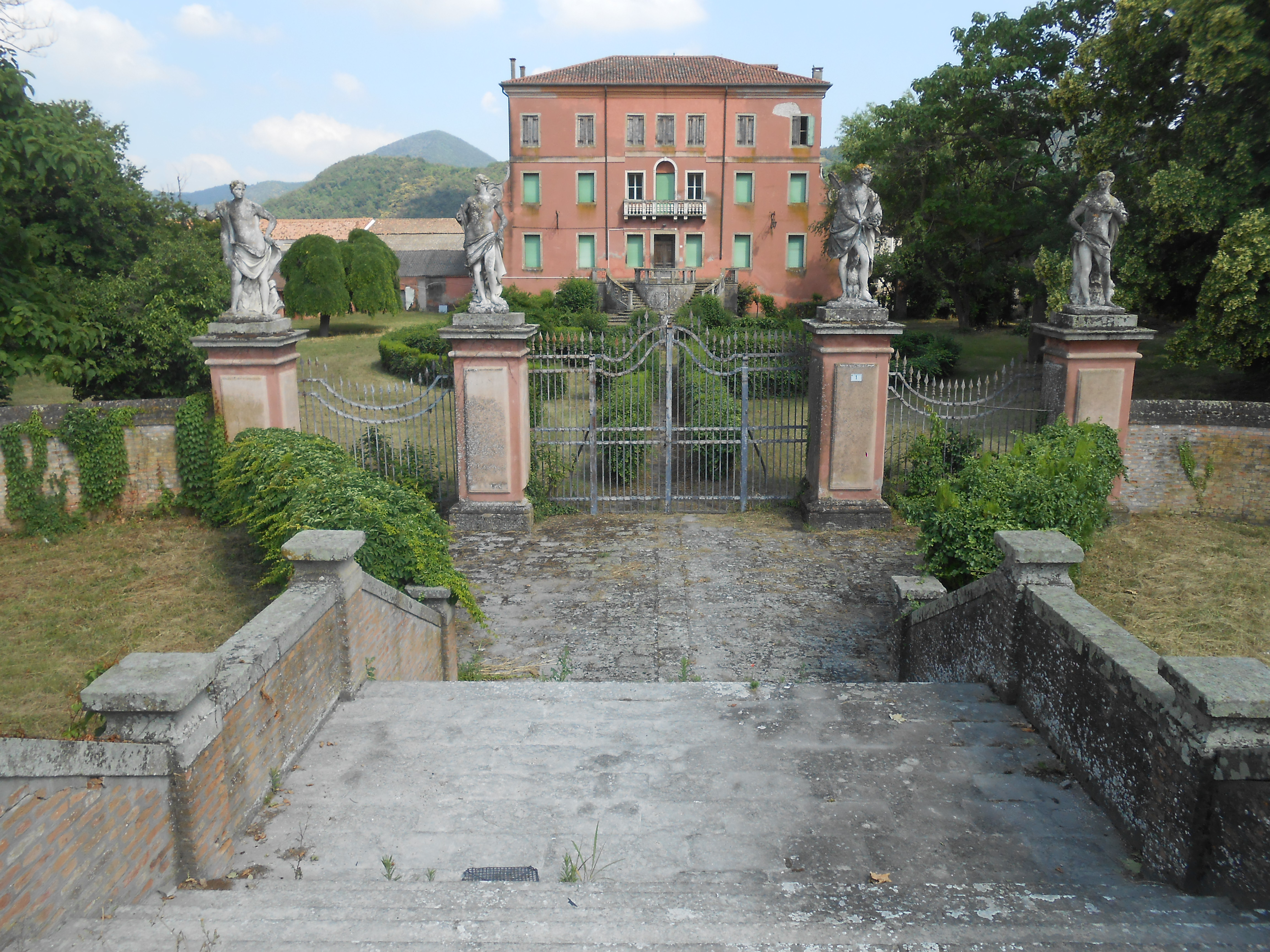
Villa Lando - Correr

### Castello di Valbona
Ai piedi della parte occidentale del Monte Lozzo, si innalza il Castello di Valbona che, seppur piccolo, ha un suo fascino e una sua importante storia. Questa terra è molto antica in quanto vi sono stati trovati resti di palafitte e, poco sopra il castello, addirittura alcuni resti di un'autentica fortificazione paleoveneta. Questo castello è sempre stato una dipendenza di quello molto più grande che si trovava nel lato opposto del monte il castello di Lozzo, di cui non restano più tracce se si esclude un antico pezzo di muro ora inglobato nella Villa Correr già Lando a Lozzo Atestino. Sembra che il castello di Lozzo risalisse addirittura al 983 allorché il conte Inghefredo dei Maltraversi fu infeudato dall’imperatore Ottone II. La fortificazione, distrutta una prima volta da Ezzelino III da Romano nel 1229 e subito ricostruita, fu teatro agli inizi del secolo XIV di uno dei fatti più misteriosi della storia della Repubblica Comunale padovana; infatti, mentre Padova era in guerra contro Cangrande della Scala, fu tradita dal conte Nicolò II da Lozzo che, una volta scoperto, fece in modo che nel 1313 gli Scaligeri demolissero lo stesso suo castello, onde non cadesse in mano ai padovani.
È certo che il castello di Valbona comunque esisteva già nel 1258, in quanto ne parla in tal senso il Codice di Gianfrancesco Capodilista, ma sempre come una dipendenza del castello di Lozzo, in quanto solo quest'ultimo figura risultava in un elenco di castelli per i quali venne emanato nel 1275 un decreto del Comune di Padova. Distrutto il castello di Lozzo nel 1313, quello di Valbona assunse una vera e propria posizione strategica perché al centro delle strade che provenivano da Montagnana e da Este, al confine tra i territori di Padova, Vicenza, Verona. Al posto della rigogliosa e fertile pianura che ci appare oggi, si trovava una vasta palude malsana e pericolosa, che si estendeva fino ad Este. Le ultime opere di bonifica del territorio sono state effettuate nel 1922.
Per questo motivo i Carraresi, probabilmente dal 1338, lo restaurarono e lo fortificarono; sopra entrambe le porte, in pietra bianca, c'è l'insegna personale di Ubertino I da Carrara, cioè l’elmo sormontato da un saraceno con le corna; però tale insegna fu adottata anche da Francesco I e dal figlio; il 1338 è l'anno in cui Ubertino I inizia la costruzione di parte delle mura di Montagnana e di tutto il castello di Este. Che, sotto i Carraresi, il castello di Valbona non fosse più una dipendenza, lo prova il testo di una lettera del 1402 a tutte le fortificazioni e le guarnigioni del territorio, in cui Francesco II Novello da Carrara ordina ai capitani di sorvegliare attentamente perché aveva avuto sentore di un tradimento; fra i capitani destinatari della lettera, v'era quello di Valbona. Con la caduta dei Carraresi e con il passaggio sotto la dominazione veneziana, il castello perse importanza come vera e propria fortificazione; mantenne però fondamentali caratteristiche di posto di osservazione e di controllo, se si pensa che nella guerra della lega di Cambrai (1509-1518) un certo Cucchin, veronese, se ne impadronì in nome del re di Francia e vi stette con una guarnigione per un lungo periodo. Esso passò in seguito a numerosi proprietari, tra cui soprattutto i Barbarigo; nel Territorio padovano illustrato del Gloria (vol. III, pag. 92) si legge: «Deggiamo alla famiglia Targa sua proprietaria la conservazione di un sì bel monumento della mezzana età». Poi la proprietà passò ai conti Albrizzi.
Nelle belle giornate limpide, è possibile spaziare dai suoi merli verso la campagna circostante, lontano verso la pianura padana; dalle sue torri era possibile vedere con largo anticipo chi si avvicinava al castello. Ha pianta rettangolare da 40x25 metri; dispone di sei torri di cui quattro (ai lati sud e nord) esagonali, e due (nel mezzo dei lati di oriente e di occidente) quadrate; tutte queste torri minori sono alte circa metri 16,30; proprio nel mezzo del castello sorge la torre maestra che raggiunge 22 metri. Le mura sono alte 11 metri e ne misurano 1 di spessore alla base, restringendosi alla fine a 0,50 metri. Sotto il castello vi sono quelle che un tempo erano le segrete; nel tempo hanno perso la loro funzione e sono in parte state riempite con terra di riporto (un tempo erano molto più profonde). Le porte sono due, alte 4 metri, una a oriente l'altra a occidente; la seconda, oltre ad avere l'insegna in pietra bianca di Ubertino I, ha anche lo stemma dei Carraresi. Le porte avevano sicuramente il ponte levatoio in quanto un profondo vallo pieno d’acqua circondava interamente la struttura. Il vallo è andato poi interrato e nei lavori sono state trovate moltissime palle in pietra d'Istria, verosimilmente scagliate contro le mura soprattutto nei secoli XIII e XIV. Il castello ha all’interno un cortile dove sono esposti i resti della decorazione di un antico camino e mantiene, pur in uno stato di buona conservazione, tutto l'aspetto austero e militare che indubbiamente ha avuto in passato.

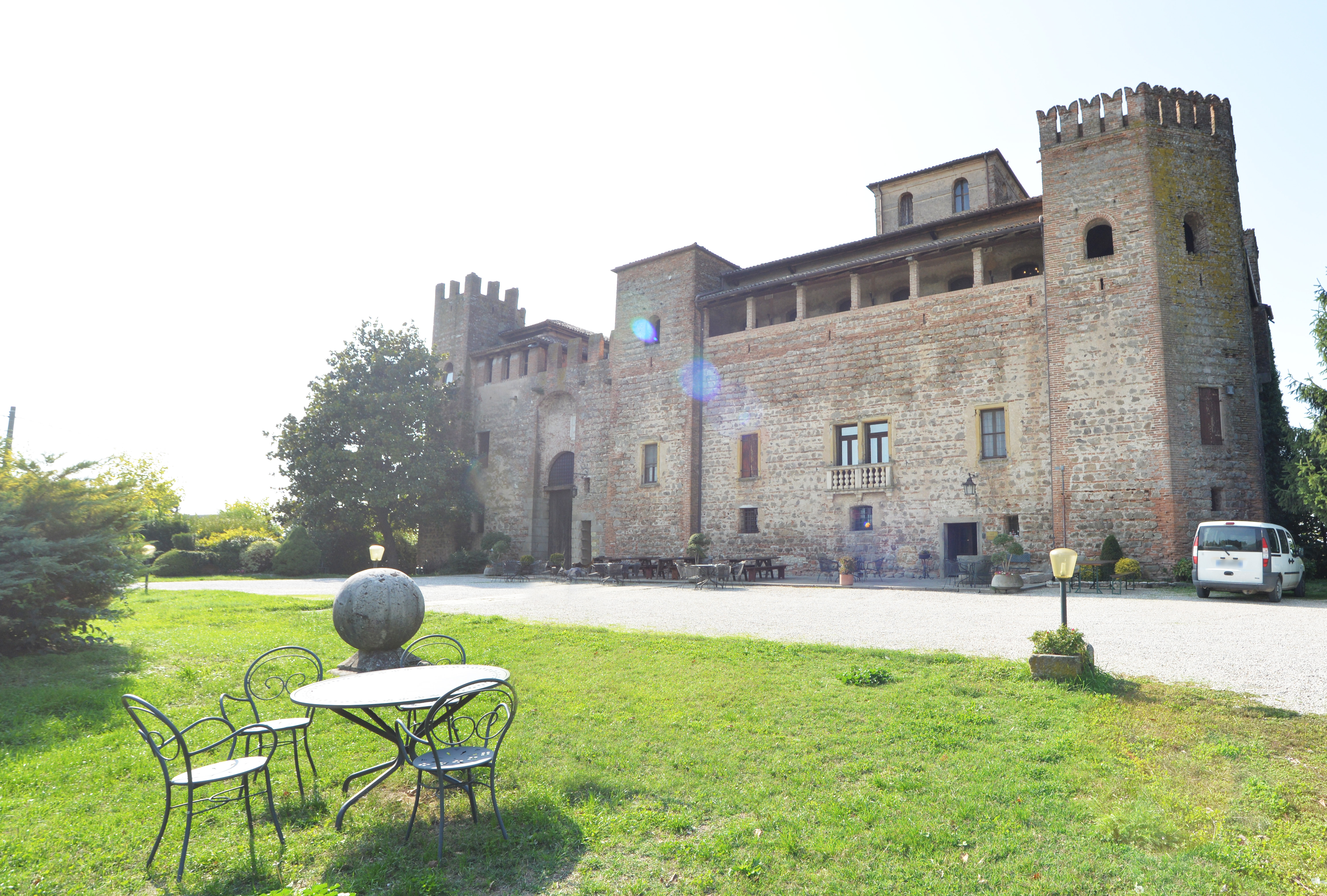
Castello di Valbona
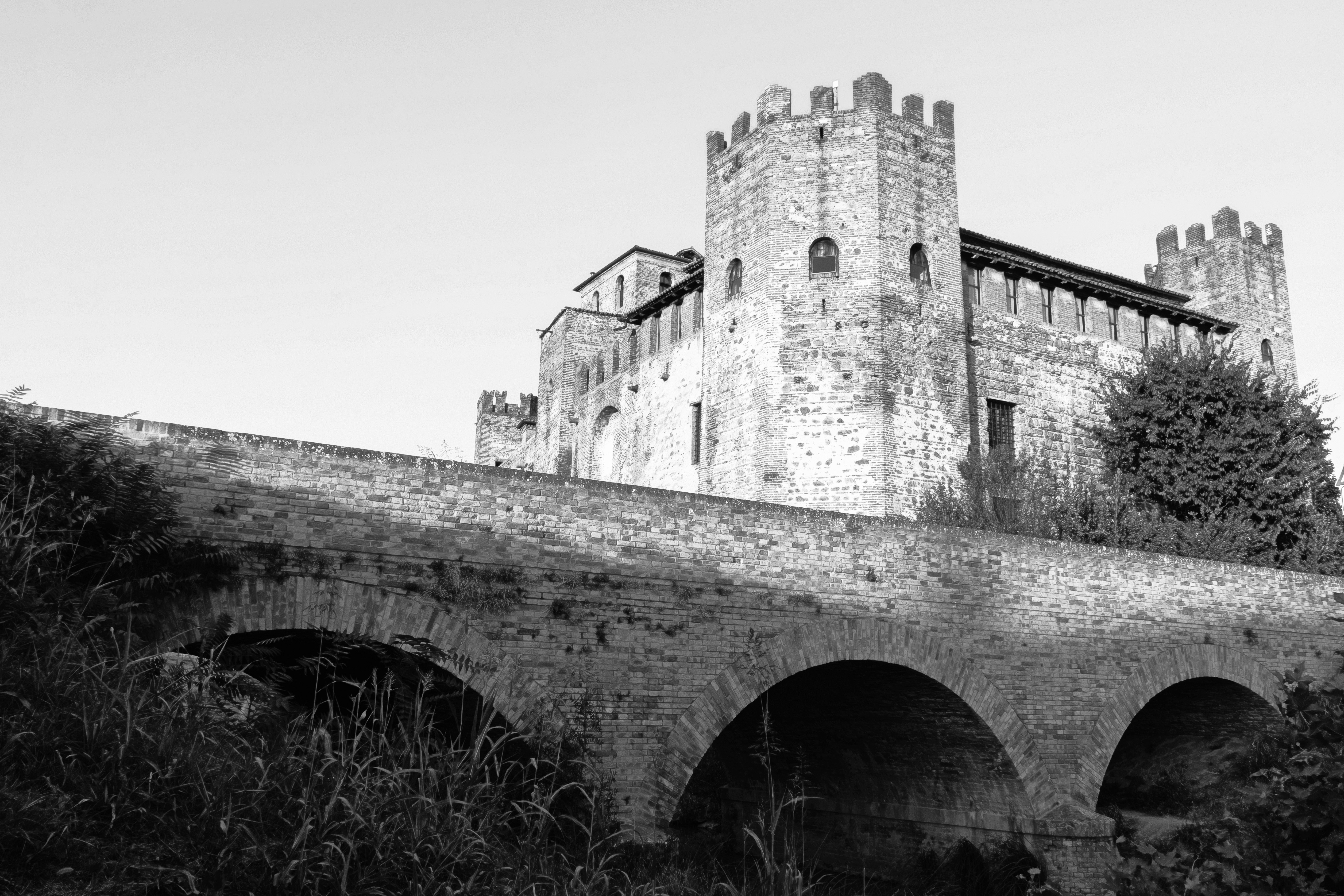
Il castello
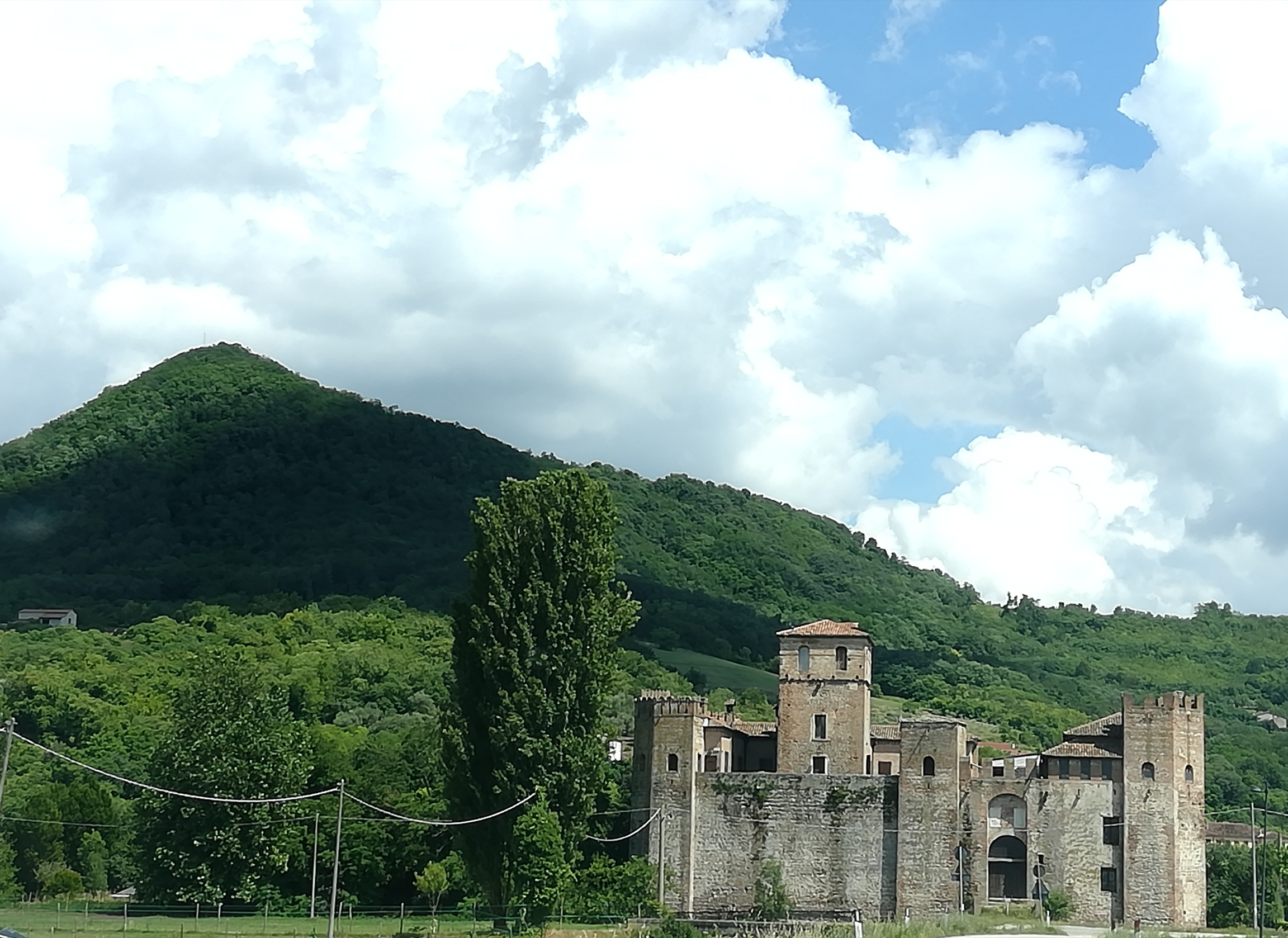
Panorama
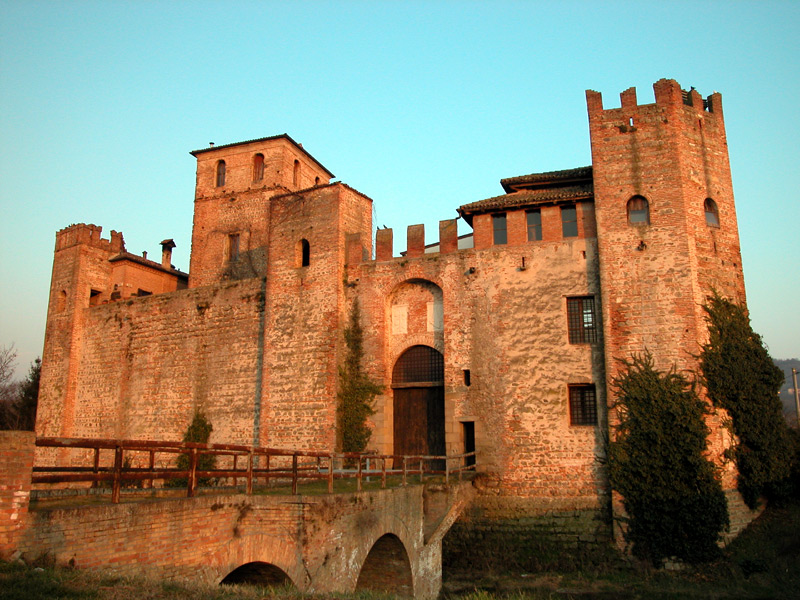
Castello di Valbona al tramonto
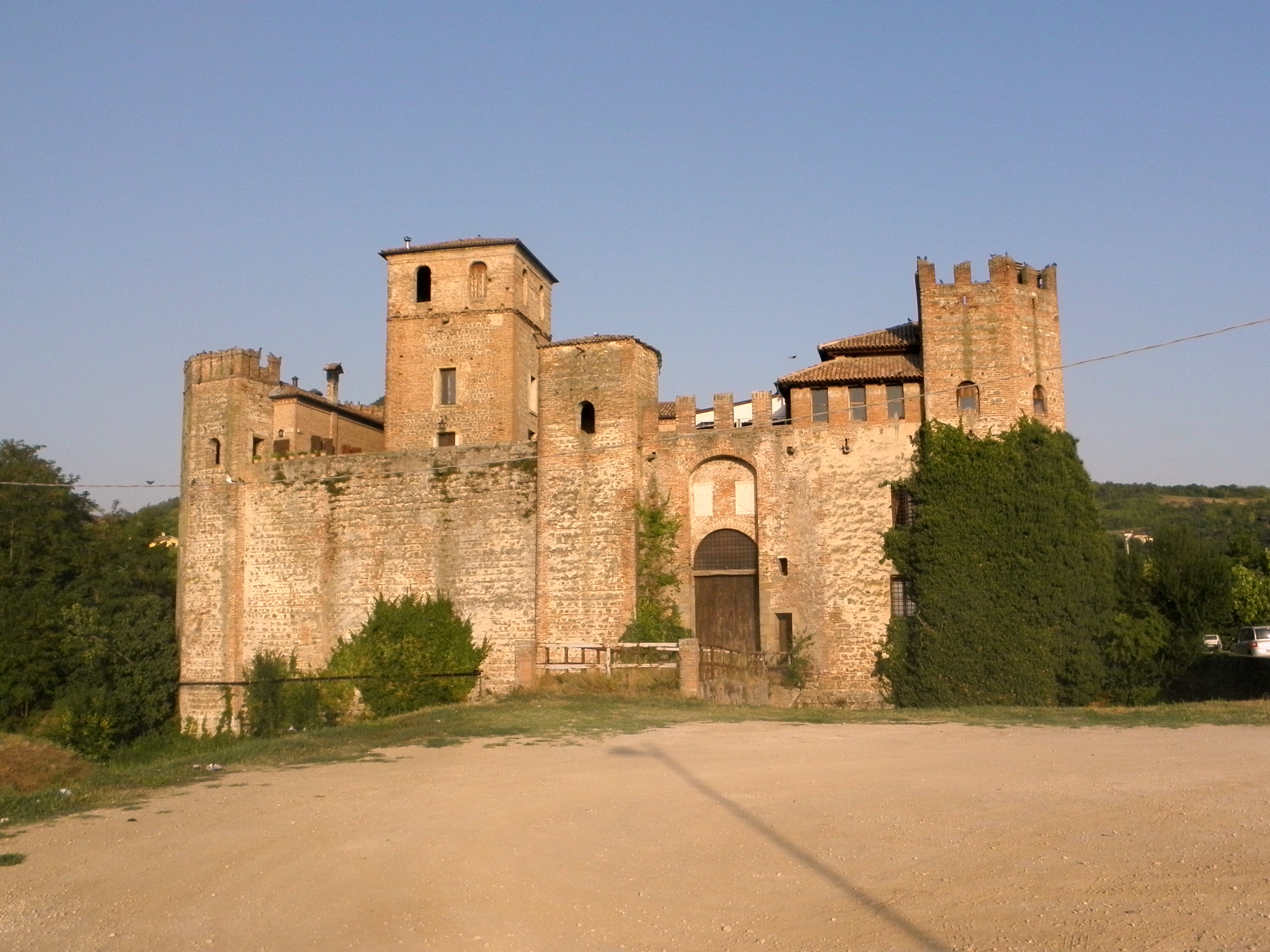
Castello di Valbona

## Società

### Evoluzione demografica
Abitanti censiti

## Cultura

### Scuole
Il comune di Lozzo Atestino è sede di un Istituto Comprensivo nato nel 1997 che serve anche gli abitanti dei comuni di Cinto Euganeo e Vo'.

### Feste locali
- La frazione di Valbona organizza la sagra paesana in onore del patrono san Rocco, inserita nella suggestiva cornice del castello medievale. La festa si svolge da tempo immemore, nei giorni di ferragosto, e vi è stata recentemente affiancata una manifestazione chiamata "Ritornando al Medioevo", con sfilate in costume medievale.

## Amministrazione
| Data elezione     | Sindaco         | Partito      |
| ----------------- | --------------- | ------------ |
| 16 novembre 1997  | Diego Broggiato | Centro       |
| 26/27 maggio 2002 | Luca Ruffin     | Centrodestra |
| 27/28 maggio 2007 | Luca Ruffin     | Centrodestra |
| 6/7 maggio 2012   | Fabio Ruffin    | Lista civica |
| 11 giugno 2017    | Fabio Ruffin    | Lista civica |
| 12 giugno 2022    | Luca Ruffin     | Lista civica |